# Euxoa recussa
Euxoa recussa là một loài bướm đêm thuộc họ Noctuidae. Các đề cửform được tìm thấy ở mountainous areas miền nam châu Âu cũng như Anpơ. Euxoa recussa tetrastigma is found miền bắc châu Âu, phía đông đến auch in Nga, miền tây Xibia, dãy núi Altay và Amur.
Sải cánh dài 32–40 mm. This moth gặp ở tháng 7 đến tháng 8 tùy theo địa điểm.
Ấu trùng ăn nhiều loại thực vật thân thảo và grasses.

## Hình ảnh

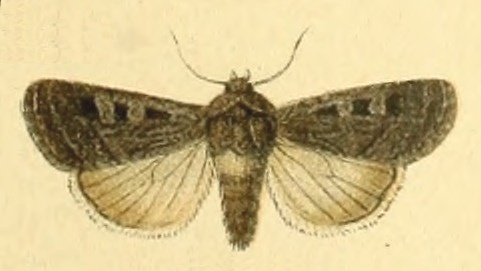

## Phụ loài
- Euxoa recussa recussa
- Euxoa recussa tetrastigma